# 沙也可
沙也可（さやか、1571年? - 1642年または1643年）は、文禄・慶長の役の際、加藤清正の配下として朝鮮に渡ったが、投降して朝鮮軍に加わり、火縄銃の技術を伝えて日本軍と戦ったとされる武将。沙也加とも。現代朝鮮語発音ではサヤガとなる。朝鮮では金忠善（キム・チュンソン、ハングル表記：김충선）の名で知られ、字は善之、慕夏堂と号したという。

## 伝承
沙也可の活躍については、彼の伝記『慕夏堂文集』に詳しく書かれている。『慕夏堂文集』によると、1592年4月に朝鮮側に降伏した。沙也可は火縄銃の技術を朝鮮に伝え日本軍とも戦い、戦後その功績を称えられ朝鮮王から金海金氏の姓を賜り（賜姓金海金氏、友鹿金氏）、金忠善と名乗って帰化人となった。現在の大邱近郊の友鹿に土地を与えられ住した。その後も女真族による侵略を撃退するなどの功績により、正二品の位階まで昇進した。
韓国の大邱市郊外の達城郡嘉昌面（カチャンミョン、가창면）友鹿里（ウロンニ、우록리）には、沙也可の後孫の一族が暮らしている。1992年には韓国で記念碑が建立された。

## 近年の研究

### 雑賀説
1971年（昭和46年）に小説家の司馬遼太郎は紀行文集『街道をゆく2 韓のくに紀行』で、沙也可が日本名「サエモン」の音訳、あるいは「サイカ（雑賀）」のことではないかと推理した。神坂次郎も同様の根拠で、沙也可を雑賀とした小説『海の伽耶琴 雑賀鉄砲衆がゆく』を記している。また、文禄・慶長の役後に日本につれて来られた朝鮮陶工の末裔であるとされる第十四代目の沈寿官も、この説を支持している。
加藤清正の陣中には「サエモン」と名の付く武将が複数名見受けられるが、いずれも日本に帰還している。「サイカ」に関しては、確かに雑賀衆は、文禄・慶長の役にも参加しており、またかつて信長を苦しめた鉄砲隊で知られる土豪でもあり、後に秀吉によって攻められた恨みがあるということまで考慮すると、「沙也可が3000人」を「雑賀衆が300人」と言い換えることで辛うじて現実味があると主張できる。しかし文禄・慶長の役に参加した雑賀衆は反信長派との抗争に敗れた親信長派であり、後に秀吉に保護された雑賀孫一らの一党であるため、これも根拠とするには弱い。ただし、別の記録から金忠善という名前のうち「善」の字については以前から名乗っていた可能性を示唆する記述があり、また日本側の記録でも雑賀衆に鈴木善之という名前の人物が確認できる。

### 岡本越後守説
朝鮮に出奔した日本の武将で、蔚山城の戦いと順天城の戦いでは朝鮮側の使者として和議交渉に登場した岡本越後守（阿蘇宮越後守）が沙也可ではないかとも言われている。岡本越後守は加藤清正の旧臣であり、九州の阿蘇氏と関係の深い人物だったと推測されている。阿蘇氏は肥後の豪族であるが、一揆を扇動したとして秀吉から弾圧され、数年後に今度は反乱に関与したとして当主阿蘇惟光が清正に謀殺されたのを恨んで降ったとする説である。

### 原田信種説
丸山雍成は原田信種という武将を挙げる。加藤清正配下で4000石の知行を得ていた重臣で、文禄元年（1592年）に咸鏡道の吉州、次いで端川に在番したことが確認できるが、翌年2月末に加藤清正軍が漢城に撤退して以降は、原田信種の名前が一時期記録から消える（ただしこの点は丸山の認識に誤りがある。後述）。このことから、端川で孤立し籠城したものの、持ちこたえられずに降伏したのではないかと推論するものである。家名が記録に復活したときには知行が1/10になっていることから、清正が重臣の降伏を隠蔽する一方、大幅な減知の上で原田家を残したとする。
しかし原田信種が文禄2年以降消えたというのは間違いで、
- 文禄二年六月吉日・西左衛門四郎宛（原田）信種加冠状写（馬場文書、新修福岡市史）[独自研究?]
- 文禄四年五月吉日・馬場平介宛（原田）信種官途状（同上）[独自研究?]
- 文禄五年正月吉日・行弘六允宛（原田）信種官途挙状（行弘文書：筑前国怡土郡多久村・東京大学史料編纂所DB・古文書ユニオンカタログ）[独自研究?]

が残されている。原田は文禄2年から5年にかけて家臣に文書を発給しているわけだから、消えてはおらず、日本に帰国している。上記の3点の文書の存在によって、文禄2年2月以降に原田信種が降倭となって朝鮮側で死亡したという説は成立しない。なお、原田は数年後である1598年の蔚山城の戦いの最中に戦死したとする説もある（原田信種の項を参照。『大蔵朝臣原田家歴伝』による）。

## 沙也可を扱った作品
- 江宮隆之著『沙也可―義に生きた降倭の将―』、桐原書店、2005年、ISBN 4-342-62560-1
  - 謎の武将とされる沙也可を、雑賀衆の鈴木孫次郎と見立てて描いた長編小説
- 仲路さとる著『新戦国志』、歴史群像新書
- 河承男・司敬著『沙也可  日韓・戦国時代絵巻』全三巻、実業之日本社、2005年、ISBN 9784408169330
- 伊東潤著 『黒南風の海 加藤清正「文禄・慶長の役｣異聞』、PHP研究所、2011年
- 医心伝心〜脈あり!恋あり?〜 EP11・EP16 演：武田裕光

## 記念碑
- 紀州東照宮に、神坂次郎による文章などを刻んだ沙也可の記念碑が建てられている[7]。沙也可をテーマとした国際シンポジウム（NPO法人「和歌山の観光を考える百人委員会」主催）が開催されたことを記念して、2010年に建立された[7]。この場所に建てられた理由は、沙也可が和歌山県の雑賀衆の鈴木孫次郎だとの説を取ったため[要出典]。

## 記念館
- 2012年（平成24年）5月3日、大韓民国大邱広域市達城郡嘉昌面友鹿里に、沙也可に関する資料を中心に日本と韓国の交流の歴史を展示する「達城韓日友好館」が開設された。沙也可は雑賀衆ゆかりの人物であると想定して施設の2階部分には雑賀衆の故郷である和歌山県・和歌山市の歴史や文化に関する展示が行われている。また、オープニングセレモニーには和歌山市長大橋建一をはじめとする和歌山市からの代表団が公式に招待されて出席した[8]。